# RIM-161 Standard Missile 3
Le RIM-161 Standard Missile 3 (ou simplement SM-3), conçu par la société américaine Raytheon, complète le système de combat Aegis (« Égide ») dans le domaine de la lutte maritime contre les missiles balistiques à courte et moyenne portée. Il est ainsi tiré depuis les navires disposant de l'Aegis, qui peuvent l'utiliser efficacement avec leur radar SPY.
Cette arme a été développée pour l'Aegis Ballistic Missile Defense System (en) dans le cadre de la défense antimissile, l'un des programmes les plus importants de la Défense américaine.

## Historique
Le premier tir d'essai a eu lieu en septembre 1999. Le missile est opérationnel en 2008 dans la United States Navy, la Force maritime d'autodéfense japonaise ainsi que dans la marine royale néerlandaise depuis des navires équipés de systèmes de lancement verticaux Mark 41.
Bien que principalement conçu comme un missile antibalistique, le SM-3 peut également être employé dans la lutte antisatellite, lorsque ces derniers se trouvent dans leurs orbites les plus basses. Il s'agit d'une amélioration du RIM-67 Standard SM-2ER Block IV.
En décembre 2007, le Japon a procédé à un essai réussi d'un SM-3 Block IA depuis le JDS Kongo JDS (DDG-173) contre un missile balistique. C'était la première fois qu'un navire japonais était utilisé pour lancer le missile intercepteur au cours d'un test de l'Aegis Ballistic Missile Defense System. Dans ses précédents essais, la Marine japonaise avait « seulement » été chargée du suivi et de la communication.

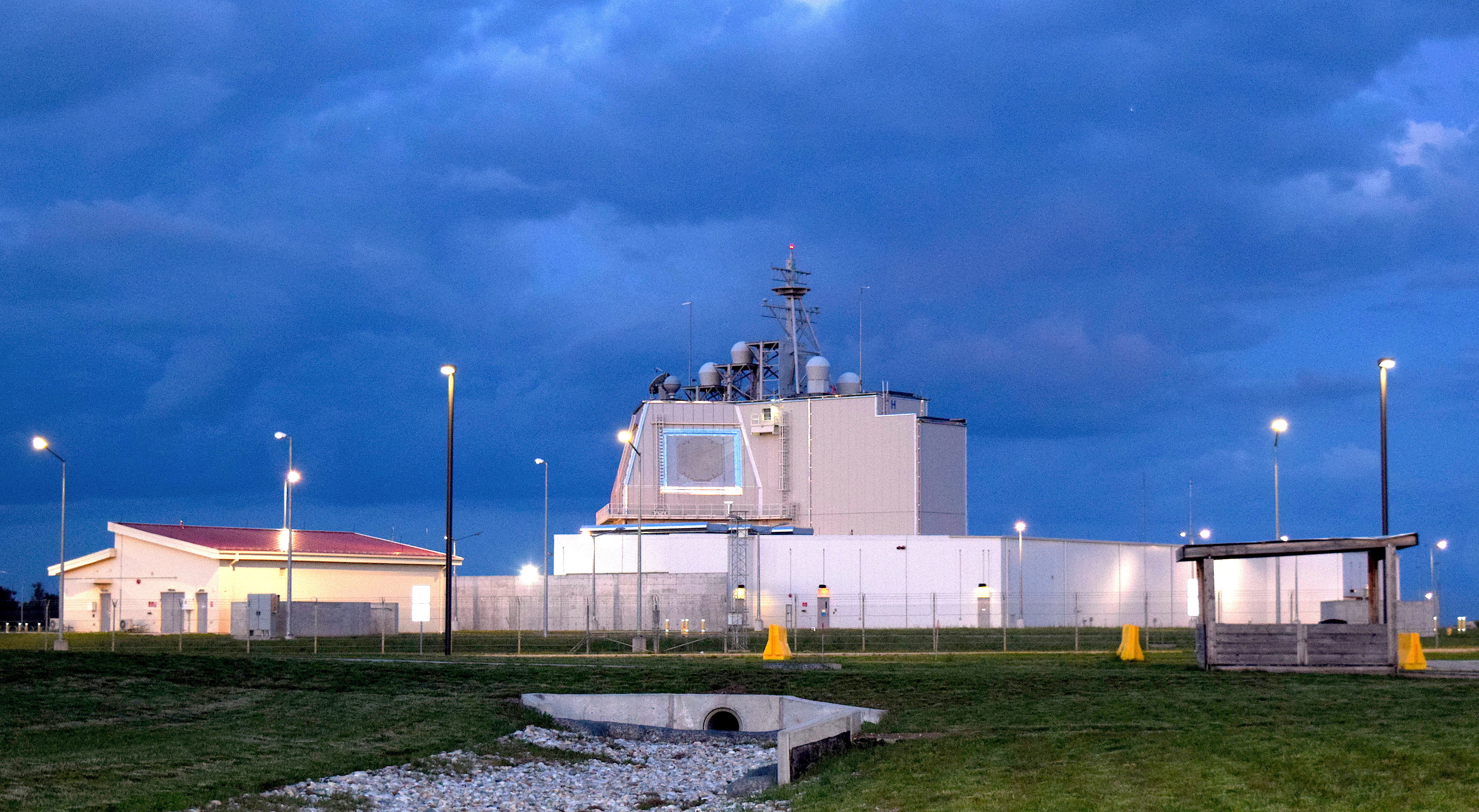
Le Aegis Ashore Missile Defense Complex Romania, abritant 24 SM-3 de la United States Navy en Roumanie, est un des éléments du système de défense antimissile de l'OTAN depuis 2015.

En 2009, le gouvernement américain a annoncé son intention de déployer une version terrestre du SM-3 en Europe dans les années 2010,. Le premier site à Deveselu, en Roumanie, est opérationnel en décembre 2015 et le second à Redzikowo, en Pologne, devrait l'être en 2018,,.
Début septembre 2012, 135 missiles SM-3 Block IA et Block IB sont livrés aux marines américaine et japonaise et un contrat de 230 millions de dollars est signé pour la livraison de 14 missiles SM-3 Block IA et 5 missiles SM-3 Block IB. La valeur totale du contrat concernant l'ensemble de ces missiles est de 1,7 à 1,93 milliard de dollars pour Raytheon.

## Caractéristiques

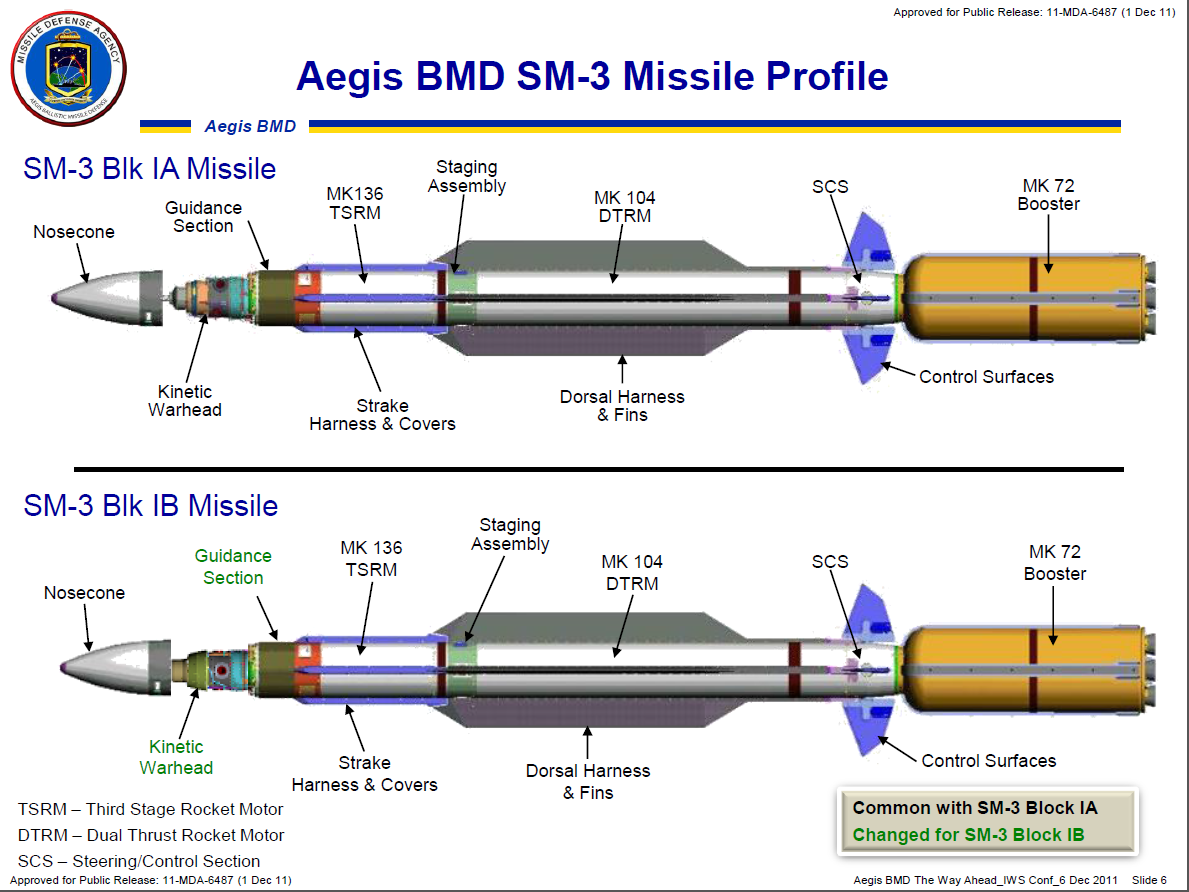
Profil du SM-3 Block IA et du SM-3 Block 1B. Le Block IIB en 2020 sera plus gros.

### Le missile
Ce missile surface-air dispose d'une liaison de données cryptée avec le navire de guerre lanceur permettant de contrôler l'arme pendant le vol. Son coût unitaire est estimé à 10 millions de dollars américain en 2009, les versions améliorées en développement à cette date coûteront entre 13 et 15 millions de dollars.
L'arme dispose de quatre étages : 
- le propulseur d'appoint MK 72, permettant de lancer le missile depuis le vaisseau ;
- un moteur « double-poussée » MK 104, qui prend le relais juste après le lancement pendant la phase de guidage en vol vers la cible ;
- le moteur « troisième étage » MK 136, qui pousse le missile hors de l'atmosphère ;
- la tête cinétique SM-3.

À l'extinction de ce moteur, à environ 30 secondes de l'impact avec la cible, ce troisième étage se renverse et éjecte la tête cinétique SM-3 (la « SM-3 KW », ou Kinetic Warhead en anglais). Cette tête dispose d'un système de manœuvre extra-atmosphérique (SDACS : Solid Divert and Attitude Control System), piloté par un capteur infrarouge à longue portée de détection. Ce système permet de manœuvrer la tête jusqu'à la cible, et d'identifier l'endroit optimum de collision pour obtenir la meilleure chance de détruire la cible.
Le SM-3 ne dispose pas d'une tête équipée d'une charge explosive, mais d'une masse métallique nommée Lightweight Exo-Atmospheric Projectile (LEAP) (en français : « projectile léger hors atmosphère »), qui est propulsée à plus de 9 000 km/h par les deuxième et troisième étages. La masse de la tête, couplée à une vitesse très élevée, permet de détruire la cible avec une énergie cinétique équivalente à celle d'un train de 1 000 tonnes se déplaçant à 100 km/h.

### Caractéristiques duBlock IIA
La version Block IIA est censée entrer en service en 2018 dans l’installation « Aegis Ashore », en Pologne :
- Portée opérationnelle :  2 500 km ;
- Plafond : 1 500 km ;
- Vitesse : 4,5 km/s (Mach 15,25).

### Fonctionnement du système d'armes
Le radar AN/SPY-1 du navire détecte la cible balistique et le système d'arme Aegis calcule une solution de tir sur la cible. Lorsque le missile est paré au lancement, le moteur fusée d'appoint Aerojet MK 72 à propergol solide lance le SM-3 hors du navire et de son système de lancement vertical (VLS) Mk 41. Le missile établit ensuite la communication avec le navire de lancement et la poursuite de la cible peut débuter.
Une fois que le propulseur d'appoint a brûlé son combustible, il se détache et c'est au tour du moteur fusée Aerojet MK 104 à propergol solide et double poussée (DTRM, Double Thrust Rocket Motor) de prendre en charge la propulsion dans l'atmosphère. Le missile reçoit de manière continue jusqu'à mi-parcours des informations d'orientation du navire de lancement et est également aidé par des données GPS.
C'est au tour du moteur fusée ATK MK 136 à propergol solide (TSRM, Third Stage Rocket Motor) du troisième étage de se mettre à feu et d'engager la phase finale de la poursuite, en dehors de l'atmosphère s'il le faut. Le TSRM assure la propulsion du SM-3 jusqu'à 30 secondes pour permettre l'interception. Une fois ce temps écoulé, le TSRM se sépare et le « projectile léger hors atmosphère » (LEAP) à ogive cinétique (KW) commence à chercher sa cible en utilisant des données de pointage issues du navire de lancement. Un dispositif de petites fusées ATK et un système de contrôle d'attitude (SDACS) permettent à l'ogive de manœuvrer dans la phase finale de l'engagement.
Les capteurs de l'ogive cinétique identifient la cible en s'assurant que la tête cinétique demeure continuellement pointée sur son objectif. Si l'ogive (KW) intercepte sa cible, elle dégage 130 mégajoules d'énergie cinétique au point d'impact.

## Faits d'armes

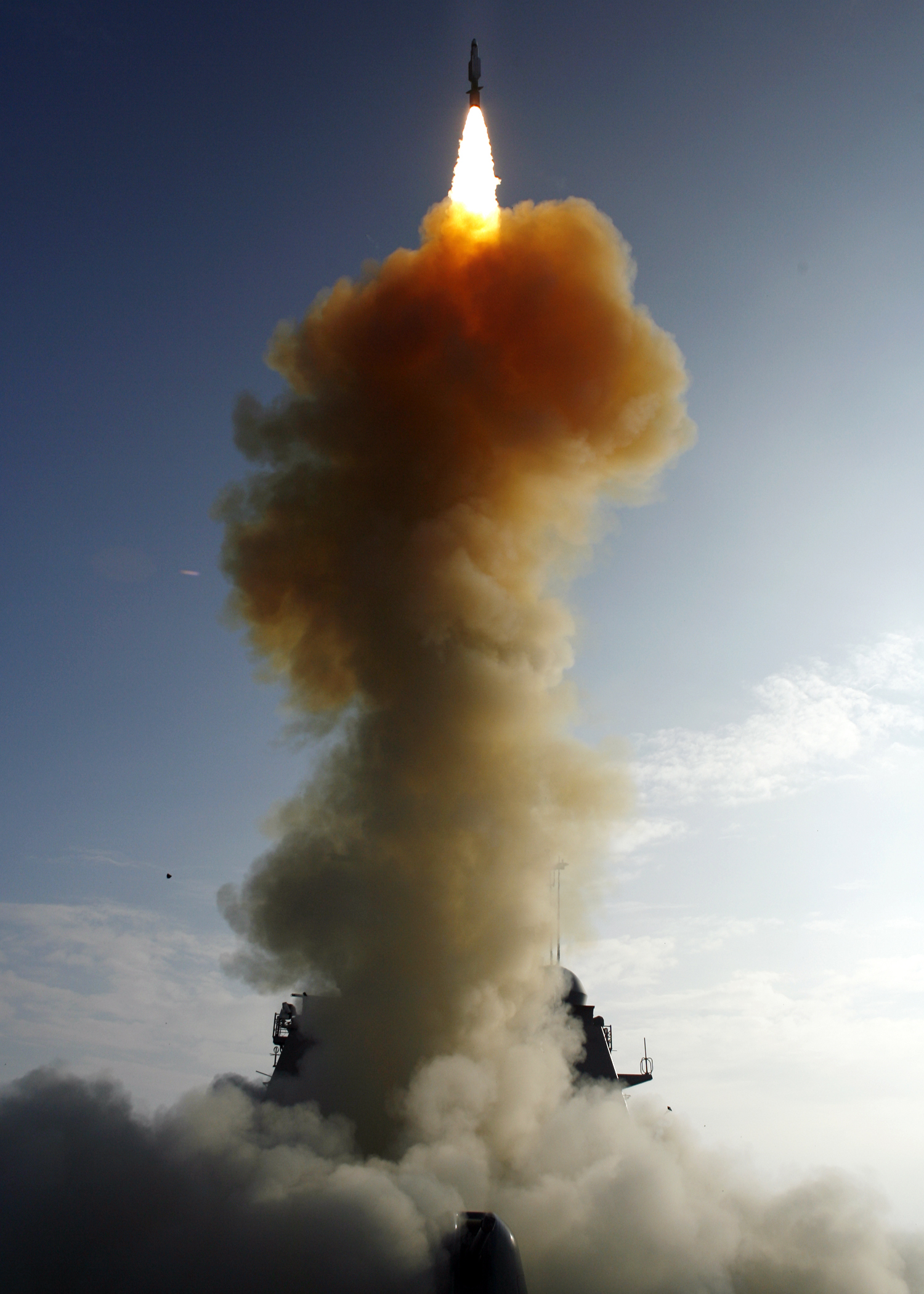
Lancement du RIM-161 SM-3 pour détruire le satellite USA-193.

Son premier tir contre une cible réelle a eu lieu dans le rôle de missile antisatellite lors de la destruction à 247 km d'altitude du satellite espion américain en perdition USA-193, le 21 février 2008.
Le 14 février 2008, les États-Unis avaient annoncé leur intention d'utiliser un missile SM-3 modifié depuis un groupe de trois navires dans le Pacifique Nord, afin de détruire un satellite d'espionnage américain en perdition, l'USA-193, à une altitude de 130 milles nautiques (240 kilomètres) peu de temps avant sa rentrée atmosphérique. Les autorités avaient indiqué qu'elles souhaitaient réduire le danger pour les êtres humains d'une rentrée en atmosphère non contrôlée. Le satellite contenait en effet une substance toxique, l'hydrazine, un carburant transporté par le satellite. Un porte-parole avait déclaré que les logiciels associés au SM-3 ne nécessiteraient pas d'importantes modifications pour atteindre le satellite, reconnaissant, tout de même que le missile n'avait pas été conçu en tant qu'ASAT (arme antisatellite).
Le 21 février 2008 à 3 h 26 UTC, l’USS Lake Erie (CG-70) (en), un croiseur lance-missiles de la classe Ticonderoga, a tiré un seul SM-3 qui a frappé et détruit avec succès le satellite à une vitesse d'environ 36 667 km/h (22 783 mph), alors que le satellite se trouvait à 247 km (133 miles) au-dessus de l'océan Pacifique. L’USS Decatur (DDG-73), l’USS Russell (DDG-59), des unités sur terre, en l'air, sur mer et également des capteurs spatiaux ont participé à l'opération.
Le 9 décembre 2015, le deuxième essai de la version SM-3 Block IIA a été mené avec succès par les forces armées conjointes américano-japonaises. La firme Raytheon, à la suite de ces résultats, a reçu une commande le 10 décembre 2015 pour la production 17 missiles, avec une enveloppe de 549 millions de dollars.
Dans la crise américano-nord-coréenne d'août 2017, c'est ce missile que l'armée américaine pourrait utiliser pour détruire les tirs de missiles nord coréens Hwasong-12 en direction de l'île de Guam.

## Galerie

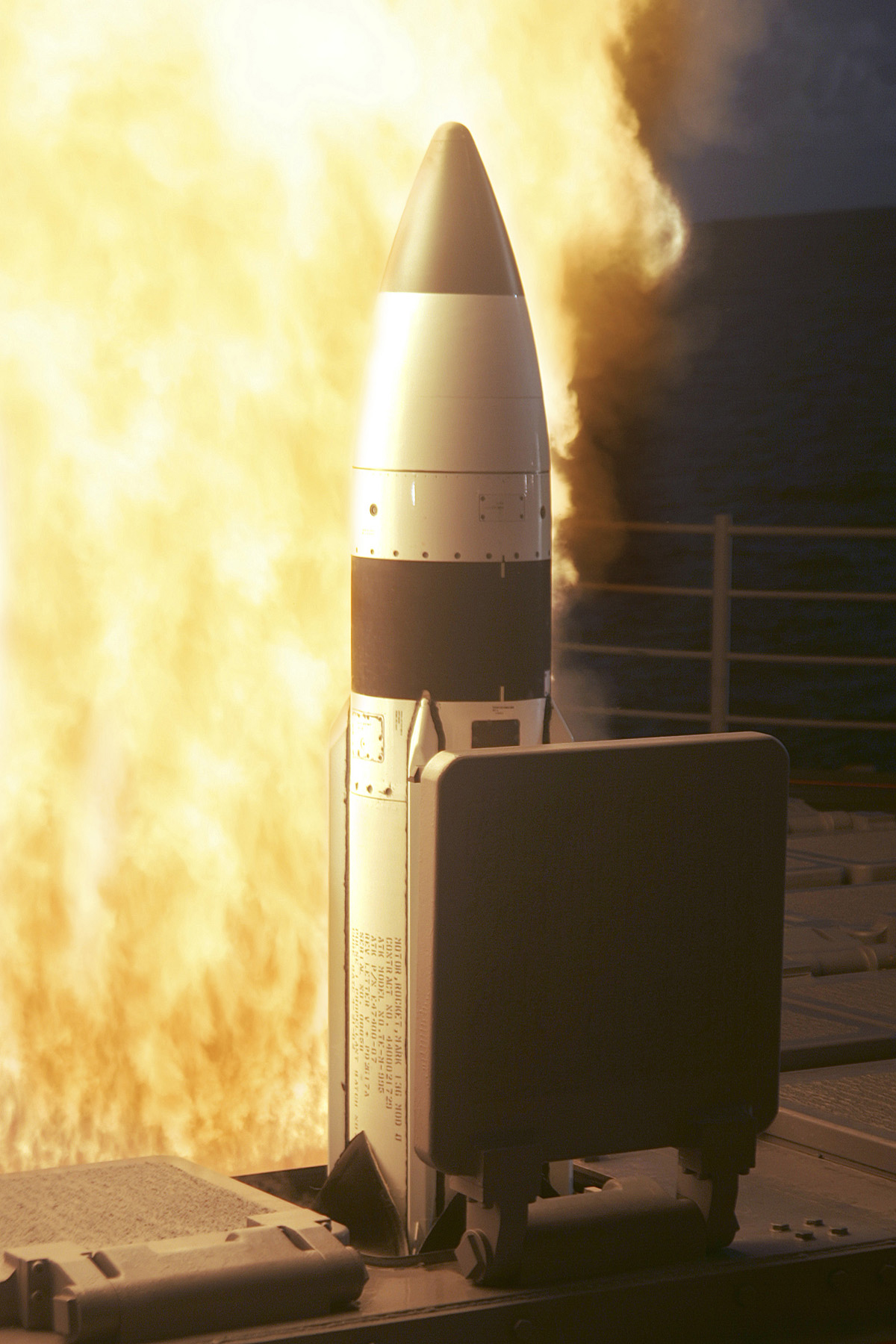
SM-3 tiré depuis l'USS Lake Erie (CG-70) (en), 2005.
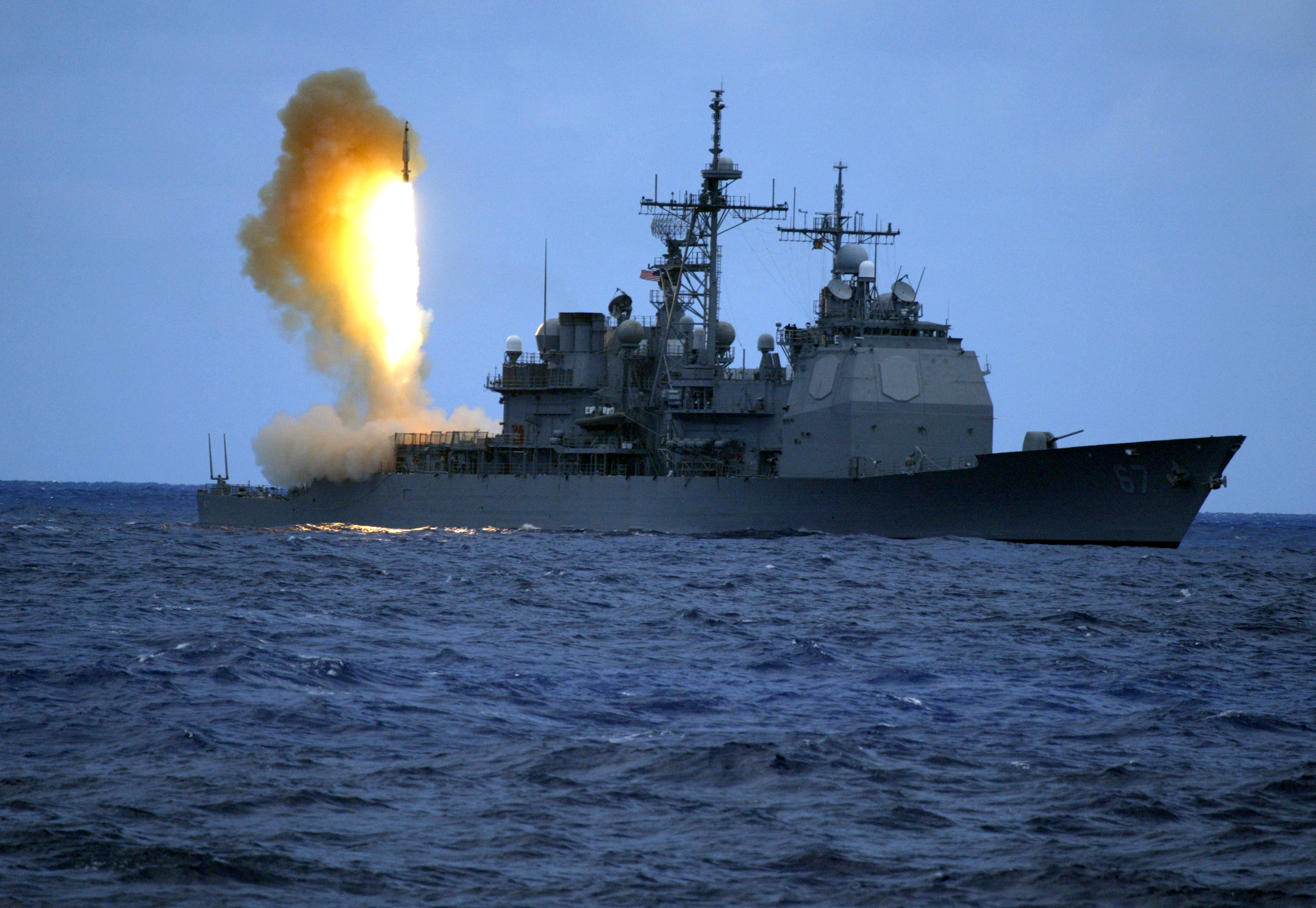
SM-3 tiré depuis l'USS Shiloh (CG-67) (en), 2006.
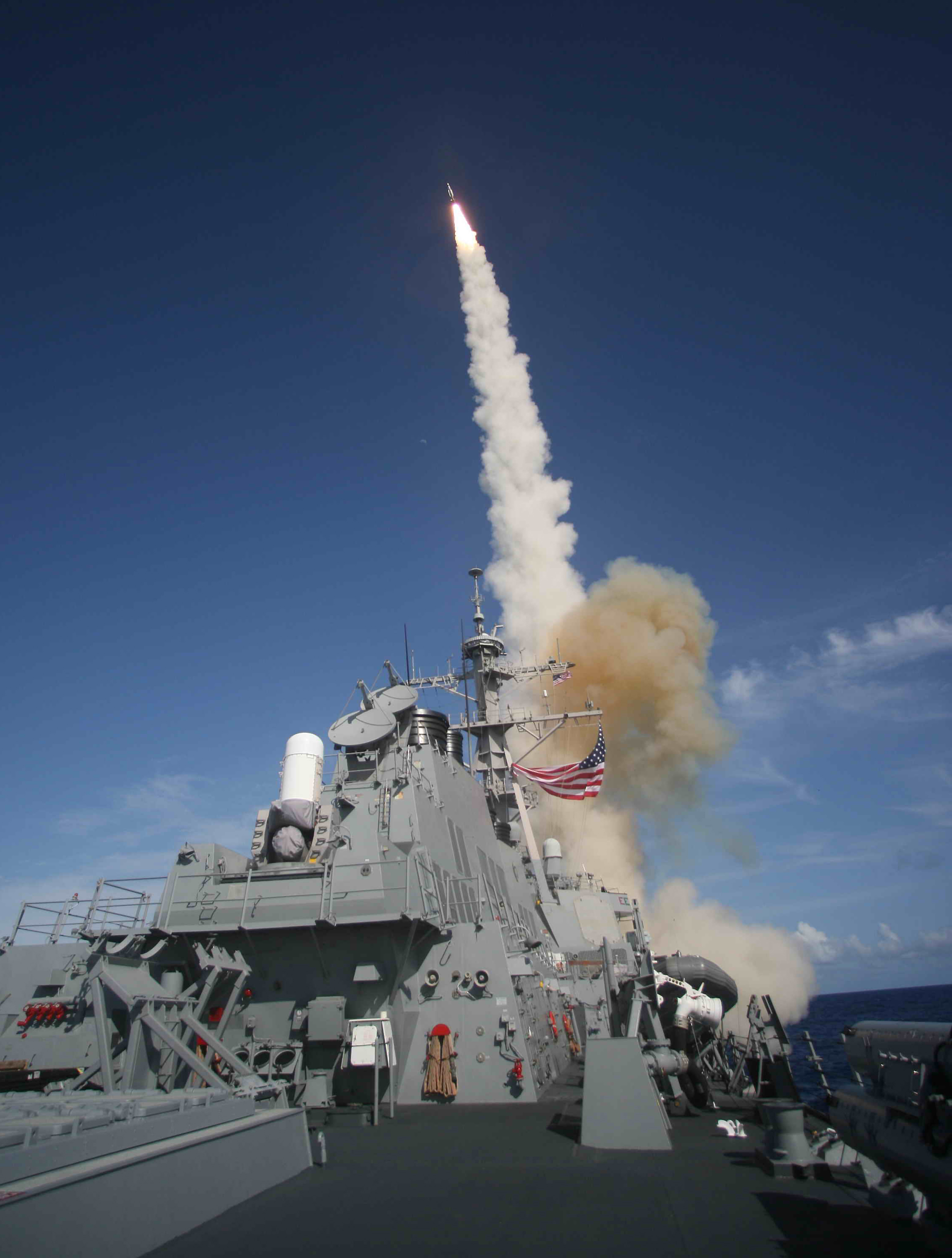
SM-3 tiré depuis l'USS Decatur, 2007.
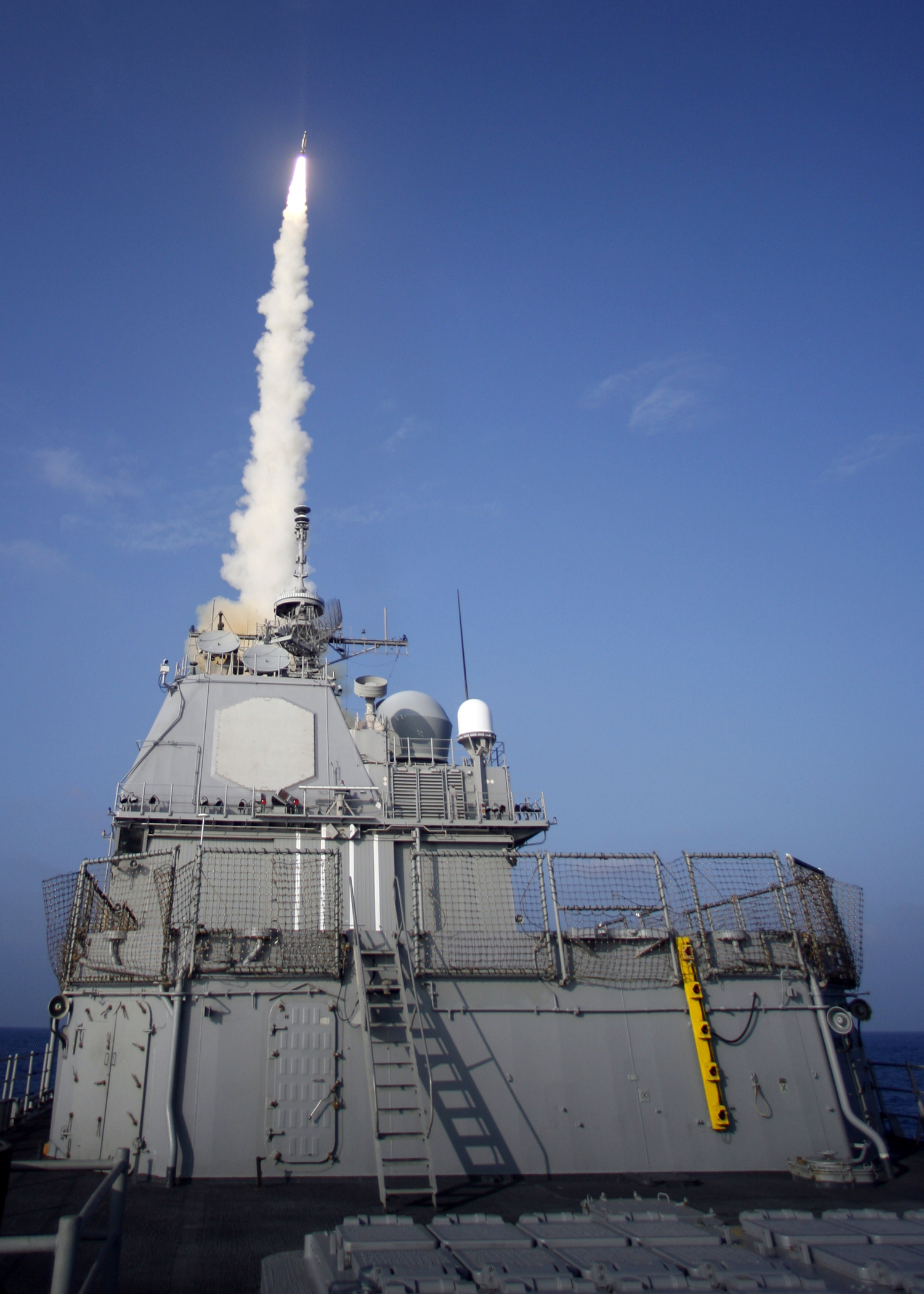
SM-3 tiré depuis l'USS Lake Erie, 2008.